# Shavkatdzhon Rakhimov
Shavkatdzhon Rakhimov, né le 14 août 1994 à Bokhtar, est un boxeur tadjik.

## Carrière
Passé professionnel en 2015, il affronte le 13 février 2021 Joseph Diaz pour le titre vacant de champion du monde des poids super-plumes IBF. Le combat se termine sur un math nul. Rakhimov obtient une seconde chance de remporter ce titre le 5 novembre 2022 face au Britannique Zelfa Barrett. Il s'impose cette fois par arrêt de l’arbitre au 9e round après avoir pourtant été au tapis au 3e round. Rakhimov perd son titre dès le combat suivant face au Gallois Joe Cordina aux points à Cardiff.